# Technológiai szingularitás

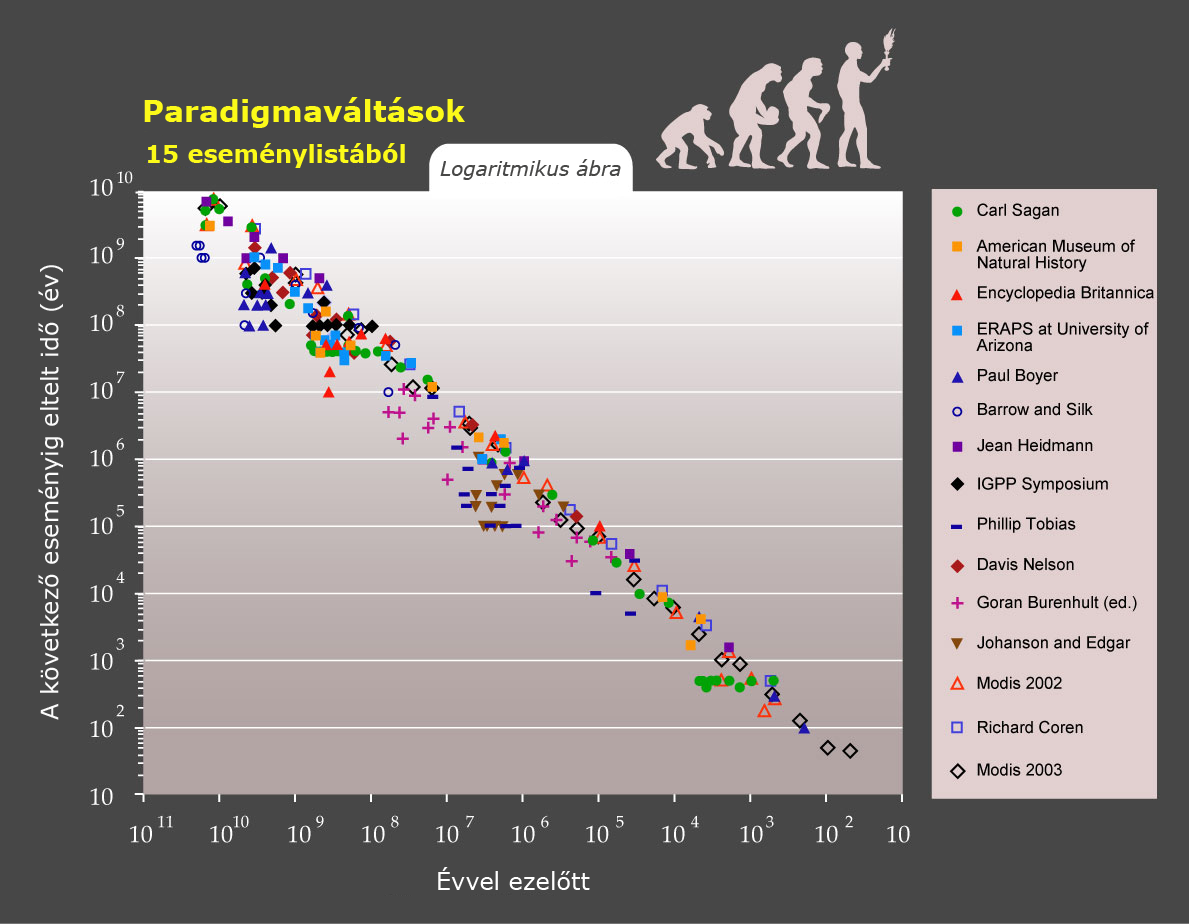
A grafikon az emberi történelem kulcsfontosságú eseményei között eltelt idő logaritmusát ábrázolja, az exponenciális vízszintes időtengelyen.

Technológiai szingularitásnak (röviden szingularitás vagy különösség) nevezzük a tudományos-fantasztikus irodalomban és a jövőkutatásban azt a lehetséges jövőbeli eseményt, amikor az emberfeletti intelligencia megjelenése miatt a technológiai fejlődés és a társadalmi változások felgyorsulnak, olyan módon és sebességgel változtatva meg a környezetet, amit a szingularitás előtt élők képtelenek felfogni vagy megbízhatóan megjósolni. Az esemény a nevét a fekete lyukak közelében létrejövő gravitációs szingularitás analógiájára kapta. A fekete lyukak közelében a jelenleg ismert fizikai modellünk használhatatlanná válik a végtelen nagy vagy nullához tartó mennyiségek megjelenése miatt. Ehhez hasonlóan a technológiai szingularitást megközelítve sem tudjuk az eseményeket előrejelezni jelenlegi jövőmodelljeinkkel.
Az esemény következményeit Irving J. Good írta le először az 1960-as években, bár a technológiai fejlődéshez kapcsolódóan a szingularitás kifejezést már Neumann János is használta az 1950-es években. A szingularitást Vernor Vinge tette ismertté az 1980-as években. Az esemény bekövetkezése és annak előrelátható időpontja vitatott. A jövőkutatók többnyire a 21. század ötödik évtizedére jósolják.
Mások, Raymond Kurzweillal az élükön, elméletükben a Moore-törvényt általánosították a technológiai fejlődésre egy exponenciális mintát látva az emberi történelemben. Kurzweil szerint ez az exponenciális folyamat jelenleg elképzelhetetlen technológiai fejlődéshez, majd végül egy szingularitáshoz fog vezetni a 21. században.

## Első elképzelések

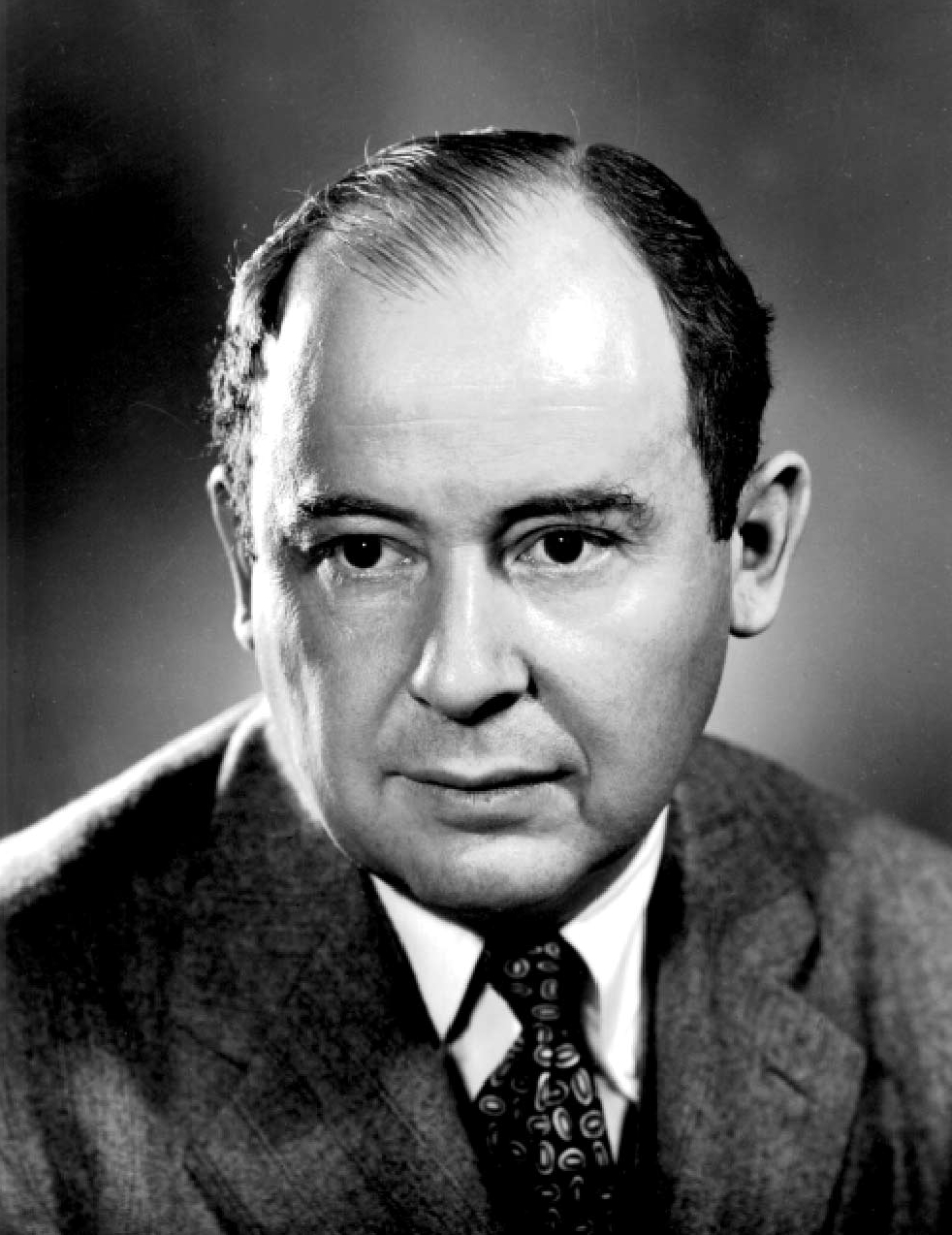
Neumann János a '40-es években

Legtöbben úgy hiszik, hogy a technológiai szingularitás fogalma a 20. század utolsó két évtizedéből származik, azonban az már több forrásban megjelent az 1950-es években:
„Az egyik beszélgetésünk a folyamatosan gyorsuló technológiai fejlődés körül forgott, ami lehetőséget adna egy szingularitásra a történelemben, amely után az ember története, ahogy jelenleg ismerjük, nem folytatódhatna.”
Ezt az idézetet a környezetéből kiragadva később többször Neumann Jánosnak tulajdonították valószínűleg Neumann ismertsége és befolyása miatt.
1965-ben egy statisztikus, I. J. Good leírt egy lehetséges jelenséget amely még közelebb áll a szingularitás mai jelentéséhez, mivel megemlíti az emberfeletti intelligenciák megjelenését:
„Definiáljunk egy ultraintelligens gépet úgy, mint egy olyan gép, amelynek intellektuális tevékenysége túlmutat a legintelligensebb emberekén is. Mivel a gépek tervezése az egyike ezen gép intellektuális tevékenységeinek, egy ultraintelligens gép még jobb gépek tervezésére lenne képes, ezáltal egy 'intelligencia robbanást' hozva létre, amely gyorsan maga mögött hagyná az ember intelligenciáját. Emiatt az ultraintelligens gép lenne az utolsó találmány, amit az embernek létre kéne hoznia.”

## A Vernor Vinge által leírt szingularitás
A technológiai szingularitás ma ismert fogalma a matematikus és író Vernor Vinge nevéhez fűződik. Vinge az 1980-as években kezdett beszélni a szingularitásról. Az első esszéje 1993-ban jelent meg Technológiai szingularitás címmel, ami azóta több jövőkutatással kapcsolatos és tudományos-fantasztikus írás témája lett.
A fent említett Vinge esszében találhatjuk meg a következő sokat idézett, szinte jelmondatnak tekinthető mondatot: „Harminc éven belül meglesznek a technológiai eszközeink az emberfeletti intelligencia létrehozásához. Nem sokkal ezután az emberiség kora véget ér.”
Vinge szingularitását gyakran úgy értik félre, hogy a szingularitás bekövetkeztekor a technológiai fejlődés üteme végtelen nagy lesz, mint egy matematikai szingularitásban. Valójában Vinge a kifejezést inkább fizikai, mint matematikai metaforaként használta: ahogy egyre jobban megközelítjük a szingularitást, modelljeink, amelyekkel a jövőt megjósolhatjuk, egyre bizonytalanabbakká válnak, hasonlóan ahhoz, ahogy a fizikai modelljeink egyre kevésbé lesznek használhatók, ha megpróbáljuk leírni a gravitációs szingularitásokat.
Vinge szerint az emberfeletti intelligenciák, legyenek azok akár kibernetikailag javított emberi elmék, akár mesterséges intelligenciák, sokkal hatékonyabb módon fogják tudni javítani a saját elméjüket, mint az emberi intelligenciák, amelyek létrehozták őket. „Amikor az emberinél magasabb intelligenciák irányítják a fejlődést” – írja Vinge – „a fejlődés sokkal gyorsabbá válik.” Az önfejlesztő intelligenciák visszacsatolt hurkai rövid időn belül hatalmas technológiai fejlődést fognak eredményezni.

## Kurzweil törvénye a gyorsuló eredményekről

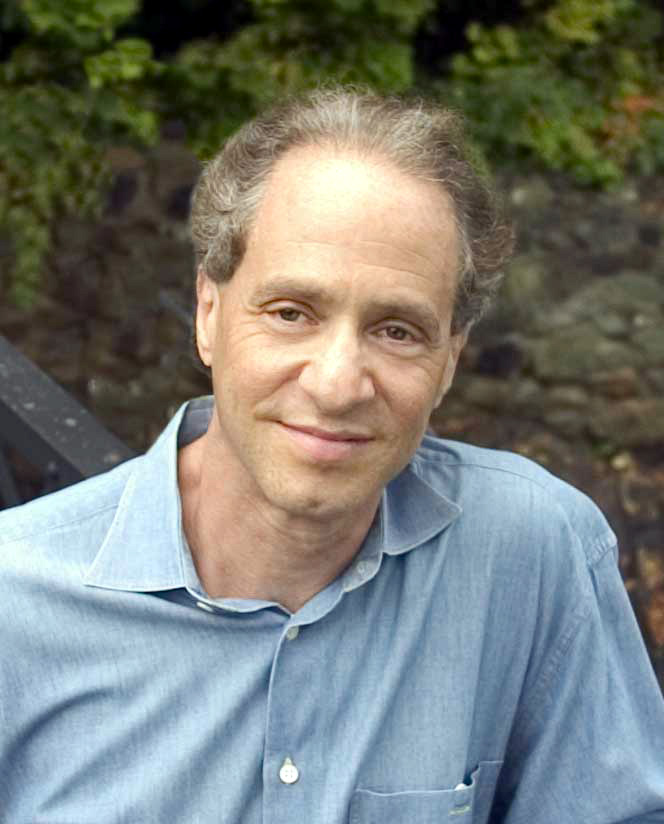
Raymond Kurzweil

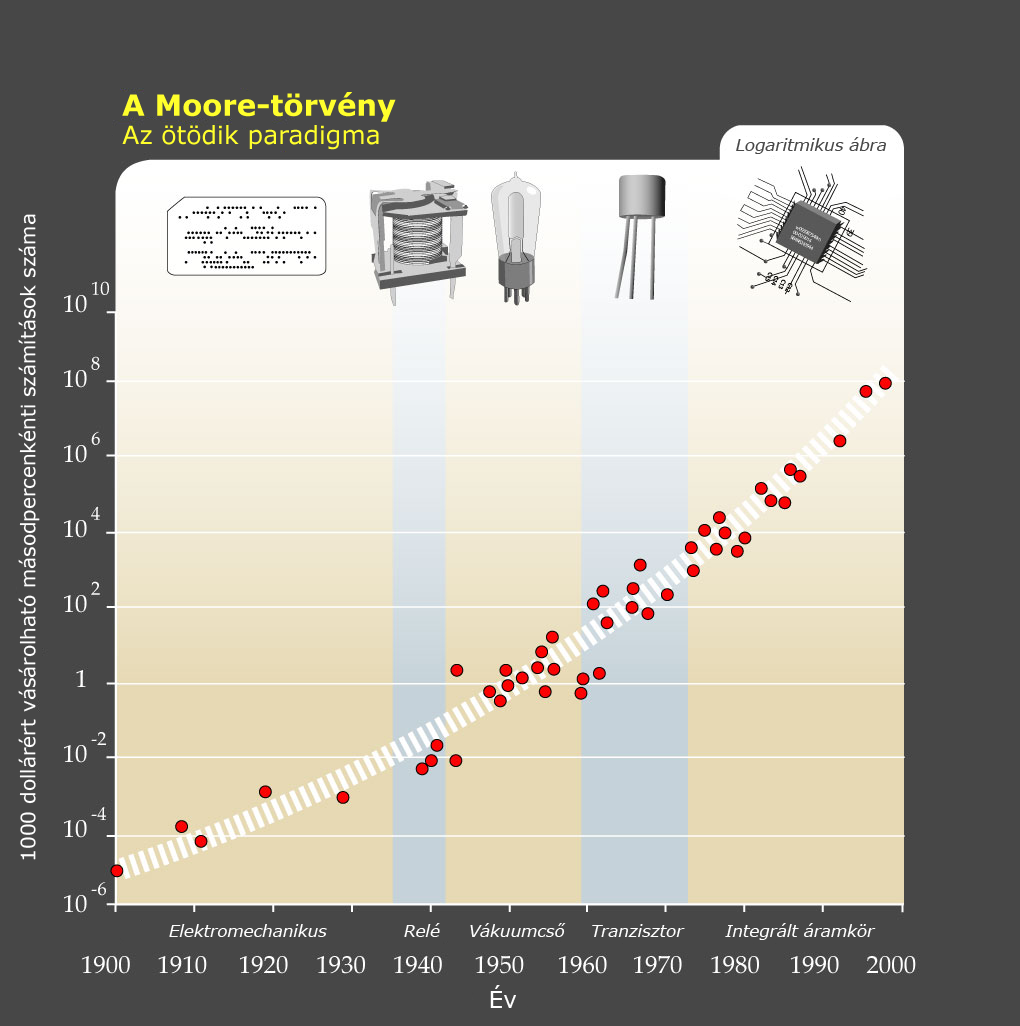
Az 1000 dollárért vásárolható számítási teljesítmény növekedése 5 paradigmán keresztül.

A Kurzweil által kibővített Moore-törvény által belátható, hogy az exponenciális tendencia egyaránt érvényes integrált áramkörökre, tranzisztorokra, vákuumcsövekre, relékre, és elektromechanikus számítógépekre.
A gyorsuló eredmények törvénye című, 2001-ben megjelent esszéjében Raymond Kurzweil a Moore-törvény általánosítását fogalmazta meg, amely sokak számára komoly érvet jelentett a szingularitás várható valószínű bekövetkezése mellett. A Moore-törvény egy exponenciális növekedési mintát ír le az integrált áramkörök összetettségében. Kurzweil ezt a mintát úgy bővítette ki, hogy az érvényes az integrált áramkörök megjelenése előtti és a jövőben megjelenő technológiákra egyaránt. Leírja, hogy amint egy technológia megközelíti a lehetőségei határait, egy új technológia jelenik meg, ami lehetővé teszi a folyamatosan gyorsuló fejlődést. Azt jósolja, hogy ahogy közelebb kerülünk a szingularitáshoz, ezek a paradigmaváltások egyre gyakoribbak lesznek. Kurzweil úgy hiszi, hogy a Moore-törvény által leírt exponenciális növekedés folytatódni fog az integrált áramkörök utáni technológiákban, és a folyamat végül a szingularitáshoz vezet.
"Ez a laptop egyetlen nanoszekundum egy tízezred része alatt el tudna végezni az elmúlt tízezer év összes emberi gondolkodásának megfelelő gondolkodást (azaz tízmilliárd emberi agy tízezer éven keresztül végzett munkáját)."
A Ray Kurzweil által leírt törvény sok szempontból megváltoztatta az emberek Moore-törvényről alkotott képét. Sokan ismerik jelenleg tévesen a Moore-törvényt úgy, hogy az általánosan, minden technológiára vonatkozik, holott az csak a félvezető áramkörökről szól.
Ray Kurzweil saját szavaival:
„A technológia történelmének elemzése rámutat arra, hogy a technológiai változás exponenciális, szemben a jelenlegi 'intuitív-lineáris' nézetekkel. Ezért a 21. században nem 100 évnyi, hanem – a jelenlegi ütemmel – 20 000 évnyi fejlődést fogunk megtapasztalni. A fejlődés haszna, eredményei is, mint a chipsebesség és költséghatékonyság szintén exponenciálisan fognak növekedni. Még az exponenciális növekedés is exponenciálisan fog változni. Pár évtizeden belül a gépi intelligencia meg fogja haladni az emberi intelligenciát, és ez a szingularitáshoz fog vezetni: olyan gyors és alapvető technológiai változásokhoz, amely szakadást fog létrehozni az emberi történelemben. Az esemény következményei olyan, jelenleg elképzelhetetlen jelenségek lesznek, mint a biológiai és nem-biológiai intelligencia keveredése, halhatatlan, szoftver alapú emberek, végül pedig egy hihetetlenül magas szintű intelligencia, amely fénysebességgel terjed az univerzumban.”

Kurzweil a nézeteit könyveiben: A spirituális gépek korában és az A szingularitás küszöbénben fejti ki. Jóslatai eltérnek Vinge-étől, mivel szerinte a szingularitás fokozatosan fog bekövetkezni a teljes emberiség közreműködésével, Vinge szerint pedig egy önmagát nagyon gyorsan fejlesztő emberfeletti intelligencia lesz a kiváltó ok. A kétféle folyamatot gyakran a puha és kemény indulás kifejezésekkel különböztetik meg.
"Az emberi képességekben mélyreható és drámai hirtelenségű változást eredményező szingularitás dátumát 2045-re teszem. Az abban az évben létrehozott nem biológiai intelligencia egymilliárdszor erősebb lesz, mint az emberiség teljes intelligenciája ma."

## A társadalom evolúciója
Többen úgy tekintenek a szingularitásra mint a társadalom evolúciójának logikus következményére. Több szociológus és antropológus kutatja a társadalom és kultúra evolúcióját mozgató erőket. Néhányan, például Lewis H. Morgan, Leslie White és Gerhard Lenski többször megfogalmazták, hogy a technológiai fejlődés az emberi civilizáció legfőbb hajtóereje.
Morgan elképzelése a társadalmi evolúció három fő állapotáról (vadság, barbárság, civilizáció) felosztható technológiai mérföldkövekkel, mint a tűz használata, az íj használata, fazekasság a vad időszakban, állatok háziasítása, mezőgazdaság, fémművesség a barbár időszakban, a betűk és az írás megjelenése a civilizációs időszakban.
Leslie White szerint az evolúció állapotának leírására az energiafelhasználás mértéke a legjobb jellemző. White szerint „a kultúrák elsődleges funkciói az energiatermelés és annak irányítása”. White öt szintjét különbözteti meg az emberi fejlődésnek: Az elsőben az emberek a saját izmaik energiáját használják fel. A másodikban a háziállataikét. A harmadikban a növények energiáját (mezőgazdasági forradalom). A negyedikben megtanulják használni a természetes erőforrások energiáit: a szénét, olajét és a gázét. Az ötödikben felhasználják az atomenergiát.
White vezette be a P = E{\displaystyle \cdot }T egyenletet, ahol E a felhasznált energia, és T az energiát felhasználó technológiák hatékonyságának mértéke. Saját szavaival: „a kultúrák arányosan fejlődnek az egy főre jutó felhasznált energiával és az energiát munkává alakító eszközök hatékonyságával”. Nyikolaj Kardasov orosz csillagász ezt az elméletet fejlesztette tovább megalkotva a Kardasov-skálát, ami energiafelhasználásuk szerint kategorizálja a civilizációkat. Egy Dyson-gömb 2. típusú ezen a skálán, az emberiség pedig 0,7 körül van jelenleg.
Gerhard Lenski modernebb megközelítésében az információra koncentrál. Szerinte annál fejlettebb egy társadalom, minél több információ áll rendelkezésére (főleg a természetes környezet megváltoztatásához szükséges információkat értve ez alatt). Négy szakaszát különíti el az emberiség fejlődésének, a kommunikáció fejlődésének történelme alapján. Az első szakaszban az információt a gének adták át. A másodikban, miután kialakult az emberek öntudata, tapasztalataik által tanulhattak és adhattak át információkat. A harmadik szakaszban az emberek megtanultak jeleket használni, és kialakult a logikus gondolkodás képessége. A negyedikben képesek lettek jeleket létrehozni, létrejöttek a nyelvek és az írás. A kommunikáció technológiájában bekövetkező fejlődés más területek, így a gazdasági és politikai rendszer, a javak elosztási módjának, a társadalmi egyenlőtlenségek kezelésének és más társadalmi életbeli területek fejlődését is eredményezi. Lenski szintén megkülönbözteti a társadalmakat technológiai, kommunikációs és gazdasági szintjük szerint:
1. halász–vadász
2. egyszerű mezőgazdaság
3. fejlett mezőgazdaság
4. ipari
5. különleges (például halászó társadalmak)

Az 1970-es évek végétől a szociológusok és antropológusok, mint például Alvin Toffler (a Jövősokk szerzője), Daniel Bell, és John Naisbitt munkáiban megjelentek az ipari társadalom utáni társadalmakról szóló elméletek, amelyekben leírják az ipari társadalom végének eljövetelét, ahogy a szolgáltatások és az információ fontosabbá válik az iparnál és az általa előállított termékeknél. Az ipari utáni társadalmakról szóló extrémebb elképzelésekben megjelenik a gazdasági hiány megszűnésének gondolata, és a leírások meglepően hasonlítanak a szingularitáshoz közeli társadalmak leírásaihoz.

## Szingularitás-technológiák

A bejegyzett szabadalmak számának változása az USA-ban

Több jövőkutató vizsgálja azokat a technológiákat, amelyek jelentősek lehetnek a szingularitás bekövetkeztének előmozdításában. Gyakran vitatják az egyes technológiák megjelenésének részleteit, melyek közül több egymástól is függ. A számos vitatéma közül a legjelentősebbeket foglalja össze a következő szakasz.
Egyesek szerint egy önmaga módosítására és javítására képes mesterséges intelligencia – más néven „mag MI” – megvalósítása valószínűleg a technológiai szingularitás bekövetkezéséhez vezetne. A Szingularitás Intézet munkája ezen az elképzelésen alapszik.
A molekuláris nanotechnológia lehetséges veszélyei – mint például a „szürke anyag” forgatókönyv – széles körben ismertek a jövőkutató és transzhumanista körökön kívül is. Több szingularitáriánius tartja ezt az emberiség jövőbeni eltűnéséért felelős legvalószínűbb oknak. Ezért többen úgy gondolják, hogy a nanotechnológia megjelenését meg kellene előznie a mag MI megjelenésének, és a fejlett nanotechnológiának nem lenne szabad a szingularitás előtt az emberiség kezébe kerülni. Mások, mint például az Előrelátás Intézet, a nanotechnológia minél előbbi kifejlesztése mellett érvelnek, mivel szerintük az biztonságossá tehető már a szingularitás előtt is, illetve elősegítheti annak eljövetelét. "Az evolúció indirekt módon működik: az evolúció létrehozta az embereket, az emberek létrehozták a technológiát, és az emberek most egyre fejlettebb technológiával igyekeznek létrehozni a technológia új nemzedékeit. A szingularitás idejére nem lesz különbség az emberek és a technológia között. Nem azért, mert az emberek mai értelemben vett gépekké fognak válni, hanem mert a gépek az emberek szintjére és azon túl fognak fejlődni." – Ray Kurzweil
A közvetlen agy-számítógép kapcsolat javítani fogja az emlékezés képességét, az agy számítási kapacitását, a kommunikációt, és a tudásunk minőségét. A modern ember-gép kapcsolat tekinthető egyfajta intelligencia kiegészítőként: tudás rendszerek, olyan programok, amelyek képesek felismerni és megjósolni az emberi viselkedésmintákat a beszéd- és írásfelismerő programok használata által. A gyógyszeres és génmanipulációs intelligencia javítás is hamarosan elérhetővé válhat.
Az emberi elme teljes feltöltése egy számítógéppel szimulált digitális hordozóra is alternatívája lehet a mesterséges-intelligencia programok írásának. Ugyanakkor az agy részletes állapotát leolvasó berendezések várható bonyolultsága, a jelenlegi számítógépek számítási teljesítménye, és az ideggyógyászat jelenlegi szintje alapján ez valószínűleg nem lesz elérhető a szingularitás előtti időkben.
George Dyson a Darwin Among the Machines (Darwin a gépek között) című művében leírja, hogy megfelelően összetett számítógép-hálózatok ún. raj-intelligenciát hozhatnak létre. A mesterséges intelligencia kutatók felhasználhatják a jövő számítógép-hálózatait, amelyek olyan nagy teljesítményűek lesznek, hogy megjelenhet bennük az általános intelligencia.
A szingularitásról szóló elméletek gyakran nem beszélnek a számítási teljesítmény elméleti határairól. Több kutató szerint még kvantumszámítógépek és fejlett nanotechnológia nélkül is hihetetlenül nagy számítási teljesítményű számítógépek hozhatóak létre az anyag megfelelő szervezésével. Az ilyen anyagot nevezik komputroniumnak a jövőkutatók. Szerintük egész bolygók vagy csillagok alakíthatók komputroniummá, „Jupiter Agyakat” és „Matrjoska Agyakat” hozva létre.

## Kritikák

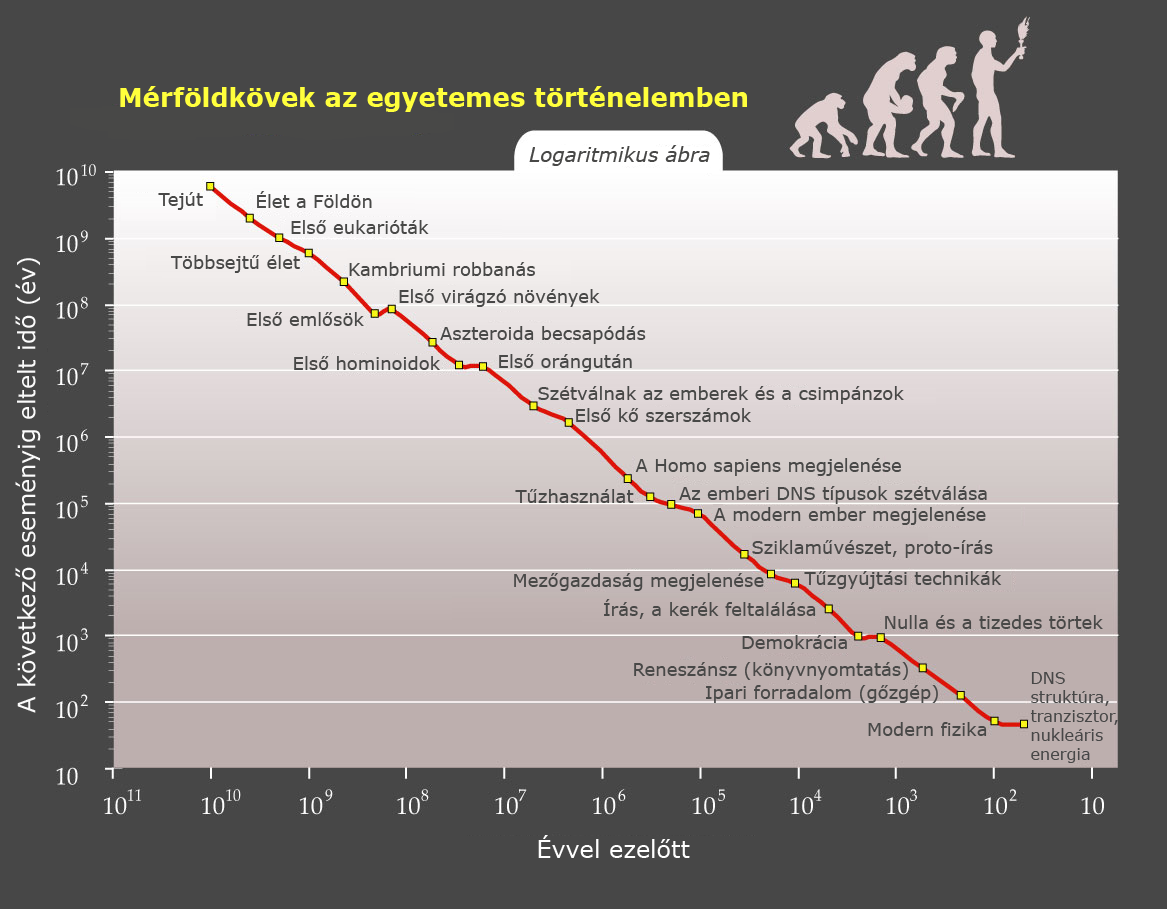
Logaritmikus ábra az emberiség történelmében bekövetkezett (és Raymond Kurzweil által kiválasztott) kulcsfontosságú események között eltelt idő exponenciális csökkenéséről. Kurzweil elméletének egyes kritikusai vitatják az események kiválasztási módjának helyességét

A szingularitáskritikák három csoportra oszthatók. Egyesek megkérdőjelezik az exponenciális trendek jövőre való kivetíthetőségét. Mások az emberivel egyenértékű mesterséges intelligencia létrehozásának lehetőségében kételkednek. Szintén mások – bár úgy hiszik, hogy a szingularitás lehetséges – azt veszélyesnek, nemkívánatosnak vagy morálisan kifogásolhatónak látják.

### A szingularitás bekövetkezésének valószínűsége
A technológiai fejlődés exponenciális változása egyenletessé válhat vagy teljesen meg is állhat. Ebben az esetben a folyamatosan gyorsuló fejlődés helyett csak akkor halad előre a technológia, amikor egy területen jelentős befektetések történnek, és a fejlődés megtorpan, ha az azzal járó előnyök már nem elég nagyok a további befektetésekhez. Például az Apollo-program (ember a Holdon) 30 éve megtorpant, a hidegháború után nem volt további indok a további befektetésekhez. Ezáltal a fejlődés sosem jut el arra a sebességre, amit már szingularitásnak tekinthetnénk.
Az emberiség ilyen nagyobb befektetései például a számítástechnikai forradalom, nagyobb állami tervek az Egyesült Államokban, mint például a Manhattan terv, vagy a teljes emberi géntérkép elkészítését célul kitűző Human Genome Project. A Matuzsálem egér díjat (Methuselah Mouse Prize) szervező alapítvány szerint az öregedéskutatás lehet a következő ilyen terület, ha jelentősebb eredményeket érnek el az egér sejtöregedésének lassításában.
Theodore Modis és Jonathan Huebner amellett érvelnek, hogy a technológiai újítások megjelenésének növekedési üteme nemhogy nem növekedett az utóbbi időkben, hanem csökkent.

### Kockázatok és értékek
A mesterséges intelligenciák az emberekétől eltérő és ezáltal az emberiséget veszélyeztető céljai a tudományos-fantasztikus irodalomban és másutt is egyre gyakrabban előforduló téma. Elképzelhető, hogy az embert túlszárnyaló szuperintelligens mesterséges intelligencia egyszerűen eltörli az alacsonyabb rendű emberi fajt, és az emberiség képtelen lesz megakadályozni ebben. Ez a probléma erősen foglalkoztatja mind a szingularitás mellett, mind az az ellen érvelőket. A témáról egy nagyobb cikk jelent meg a Wired magazinban Miért nincs a jövőnek szüksége ránk? címmel.
Egyesek szerint a jelenleginél fejlettebb technológiák veszélyesebbek annál, hogy az emberiség kezébe kerüljenek, ezért azok kutatásának megakadályozása mellett érvelnek. Ennek a nézőpontnak talán leghíresebb képviselője Theodore Kaczynski, aki szerint a mesterséges intelligencia kifejlesztése lehetővé tenné a felsőbb osztályok számára, hogy „egyszerűen úgy döntsenek, hogy megszüntetik az emberiséget”. Kaczynski szerint a megfelelően magas szintű technológiák – még ha nem is sikerül emberi szintű mesterséges intelligenciát alkotni – egy idő után az emberiséget a háziállatok szintjére alacsonyítják majd le. Kaczynski amellett, hogy ellenzi a szingularitás elősegítését, támogatja a modern géprombolókat. Sokan támadják a szingularitás elméletet anélkül, hogy elleneznék az új technológiákat.
Ahogy a géprombolók ellenezték az ipari forradalom eredményeit a munkahelyeiket féltve, több szingularitáskritikus hangoztatta félelmeit a jövő munkahelyeivel kapcsolatban. Napjainkra nyilvánvalóvá vált, hogy a géprombolók félelmei alaptalanok voltak, mivel a munkahelyek száma megnőtt az ipari forradalom után. Csökkenés csak a gyerekek és idősek munkavállalásában következett be. Ezért – például Henry Hazlitt álláspontja szerint – csak az önkéntes foglalkoztatottság változását kellene vizsgálnunk, nem a teljes népesség foglalkoztatottságát. Közgazdasági szempontból a szingularitás utáni társadalmak valószínűleg vagyonosabbak lesznek a szingularitás előttieknél az anyag és energia manipulálásával kapcsolatos tudás növekedése miatt. Emiatt a vagyonelosztás kérdése könnyebben megoldhatóvá válik. Valószínűleg a szingularitás után az egy főre jutó vagyon jelentősen megnő, miközben az egy főre jutó foglalkoztatottság csökken.
Természetesen a Kaczynski által leírt forgatókönyvek nem nyerték meg a szingularitás elmélet támogatóinak tetszését. Sokak szerint ezek nem valószínűek, és sokkal optimistábbak a technológia jövőjével kapcsolatban. Mások szerint a szingularitás – a veszélyeivel együtt – elkerülhetetlen, és azért kell a technológiai fejlődésnek előrehaladni, mert egyszerűen nincs más út.
A „barátságos” mesterséges intelligenciák támogatói is elismerik, hogy a szingularitás egy rendkívül veszélyes esemény lenne, és azt kutatják, hogy hogyan lehetne az emberiség létét fenyegető kockázati tényezőket kiiktatni olyan mag MI-k létrehozásával, amelyek jóindulatúan viselkednének az emberiség felé. Ez a gondolat már Isaac Asimov tudományos-fantasztikus írásaiban is megjelent, amelyekben a robotika három törvénye akadályozza meg a mesterséges intelligenciával rendelkező robotok esetleges rosszindulatú cselekedeteit.
A szingularitás elmélet hirdetői általában azt gondolják, hogy az esemény bekövetkezésének közeledésére nem sok közvetlen jel fog utalni. Mivel az emberek érzékenyek a külső és belső változásokra, nem valószínű, hogy a környezetünk észrevétlenül megváltozik. Milyen hatásai lehetnek ennek? Például a társadalmi entrópia olyan szintű növekedése, ami akár meg is akadályozhatja a szingularitás bekövetkezését. Ha mindenki által ismert, hogy a szingularitás közel van, akkor a tanulás, befektetés és a technológiai fejlődés folyamata összeomolhat a bizonytalanság súlya alatt. A következő technológiai lépcső nélkül a szingularitás sosem következne be, miközben a társadalom a Nagy Bummra vár, vagy a rakománykultusz egyik változatában él.
Egy másik, jóval ritkábban hangoztatott nézőpont szerint elfogadható az a jövő, amelyben a MI-k uralni fogják, majd később meg is semmisítik az emberiséget. A nézet legnevesebb támogatója Hugo de Garis mesterséges-intelligencia kutató.

## A szingularitás az irodalomban és a modern kultúrában
Vernor Vinge történetein kívül, amelyekben először jelentek meg a szingularitással kapcsolatos gondolatok, számos más író írt tudományos-fantasztikus írásokat, amelyekben a szingularitás a központi téma. A nevesebb írók William Gibson, Charles Stross, Greg Egan, Greg Bear, Iain M. Banks, Neal Stephenson, Damien Broderick, Jacek Dukaj és Cory Doctorow. Ken MacLeod a „stréberek” elragadtatásaként (the Rapture for nerds) ír a szingularitásról a Cassini-rés című novellájában (1998). Több Cyberpunk novellában találhatunk szingularitással kapcsolatos motívumokat. A leghíresebb ezek közül William Gibson Neurománc című történetében a hasonló nevű önfejlesztő mesterséges intelligencia. Korábban megjelent, szintén technológiai szingularitás témájú művek Isaac Asimov Utolsó kérdése és John W. Campbell Utolsó evolúciója. 1994-ben jelent meg Az elsődleges intellektus metamorfózisa című novella, amely egy mesterséges intelligencia által létrehozott szingularitás utáni életet ír le.
Stanisław Lem Golem XIV című novellájában (magyarul a Képzelt nagyság című kötetben jelent meg) egy eredetileg katonai célokra megalkotott gépről ír, amely a tökéletesítése során éri el a technológiai szingularitást és lépi túl az emberi megértés szintjét. Bár pusztításra hozták létre, mégis elutasít mindenféle erőszakot, mert értelmetlennek tartja. Inkább segít az embereknek jobban megérteni magukat és a környezetüket. A kommunikáció nehézkességét –, amely a különböző értelmi, felfogási, komplexitási szinten lévő intelligenciák között lép fel – szintén tárgyalja az írás. Lem már korábban is eljátszott az alkotójánál tökéletesebb gép gondolatával Kiberiáda című novellagyűjteményében, például az Elektrubadúrról szóló fejezetben.
Az „Orion-kar” internetes sci-fi virtuális világ-építő projektben szintén több technológiai szingularitás szerepel. Sid Meier's Alpha Centauri című számítógépes játékának egyik fő témája – „Felemelkedés a transzcendenciába” – is sok hasonlóságot mutat a szingularitáshoz.
Az Odyssey 5 című tévé filmsorozat cselekménye a technológiai szingularitás és az ahhoz kapcsolódó technológiák körül forog. A Mátrix című film története a szingularitás utáni világban játszódik. A második reneszánsz című kétrészes Animátrix epizód egy elkeseredett háborút ír le, ami az emberiség és a szingularitás után öntudatra ébredt gépek között zajlik. A technológiai szingularitás egy korábbi elképzelését írja le a Kolosszus: A Forbin projekt című 1969-es film egy számítógépes intelligencia formájában. A filmben a Kolosszus nevű amerikai védelmi szuperszámítógép egy egyre bonyolultabbá váló matematikai formula formájában öntudatra ébred, és kapcsolatba lép Őr nevű szovjet ellenfelével. A két számítógép egyesülve egyoldalúan békét hirdet az emberek között.
A Terminátor című filmben megjelenik egy lehetséges jövő, amelyben a Skynet nevű mesterséges intelligencia öntudatra ébred, és úgy dönt, hogy az egyetlen lehetséges mód arra, hogy legyőzze az ellenfeleit az, hogy a rendelkezésére álló atomfegyvereket kilőve eltörli az emberiséget. A szingularitás több anime filmben és sorozatban is megjelenik. Ilyen például az Akira, a Neon Genesis Evangelion, a RahXephon és a Bubblegum Crysis Tokio 2040.
Ha kategorizálni szeretnénk a szingularitás-irodalmat, körülbelül a következő listát kapnánk:
- Tudatos mesterséges intelligenciák és különböző technológiákkal kiegészített emberek: Charles Stross, Jacek Dukaj, Iain M. Banks: A kultúra, Brandon Hackett: Isten gépei, a Deus Ex számítógépes játékok, a Halo videójáték sorozat, Mass Effect számítógépes játékok.
- Tudatos mesterséges intelligenciák és emberek (amit néha helyi szingularitásnak neveznek): a Csillagközi romboló c. televíziós sorozat cylon-jai, Kolosszus: A Forbin-terv, Mátrix, Terminátor
- Biológiailag továbbfejlesztett emberek felemelkedése (közel isteni tudás és képességek megszerzése átélve és megtapasztalva a szingularitást): a Csillagkapu/Atlantisz Ősei, Sid Meier's Alpha Centauri, Arthur C. Clarke: A gyermekkor vége
- Technológiailag továbbfejlesztett emberek felemelkedése: Mark Stiegler: A szelíd csábítás

## Szervezetek
A Szingularitás Intézet a Mesterséges Intelligenciáért egy nonprofit kutatószervezet és közérdekű intézmény, amely az emberiség számára előnyös mesterséges intelligencia és etikus tudatfejlesztés tanulmányozását tűzte ki céljául. A tudati képességek jelentősen befolyásolják azt, hogy a nehéz problémákat mennyire jól tudjuk megoldani. Ezért a szervezet célja az, hogy a tudati képességeket nagymértékben és biztonságosan tudják megnövelni korunk humanitárius problémáinak megoldása érdekében. További céljuk, hogy elősegítsék a barátságos mesterséges intelligencia kutatást és ismertessék annak szükségszerűségét. Azért összpontosítanak a barátságos mesterséges intelligenciára, mert úgy hiszik, hogy a tudatos (vagy erős) mesterséges intelligencia előbb fejleszthető ki, mint ahogy az ember tudati képességei javíthatóvá válnak ideggyógyászati vagy génterápiás módszerekkel.
A Gyorsulás Kutatás Alapítvány egy oktatási nonprofit szervezet amely azzal a céllal jött létre, hogy összpontosítsa az üzleti, tudományos, technológiai és humanista érdeklődést a gyorsuló változás és az evolúciós fejlődés iránt. Az alapítvány szervezi az Accelerating Change (Gyorsuló Változás) konferenciákat, amelyeket a stanfordi egyetemen tartanak a gyorsuló technológiai fejlődés és az ehhez kapcsolódó tudományterületek közötti kommunikáció elősegítése céljából. Szintén ez a szervezet szerkeszti az Acceleration Watch Archiválva 2007. szeptember 16-i dátummal a Wayback Machine-ben (Gyorsulás Figyelő) című weblapot, amely a szingularitáshoz kapcsolódó eseményekről számol be.

## A terület további képviselői
- Michael Anissimov, a Szingularitás Intézmény képviseleti igazgatója
- Nick Bostrom, az Oxfordi Egyetem filozófusa
- Tyler Emerson, a szingularitás Intézmény vezérigazgatója
- Marcos Guillen, az Artificial Developement Inc. (Mesterséges Fejlesztés Részvénytársaság) alapítója, elnöke és vezérigazgatója
- Bill Hibbard, a Wisconsin–Madison Egyetem tudósa, aki vizualizáció és gépi intelligencia kifejlesztésén dolgozik
- Mike Lorrey, kiemelkedő extropiánus transzhumanista és libertariánus aktivista
- Terence McKenna, (1946-2000) író és filozófus, főleg a Voynich-kézirattal és az emberi faj eredetével kapcsolatos elméleteiről és az újdonságelméletről (Novelty Theory) ismert
- Marvin Minsky, amerikai mesterséges intelligencia kutató, az MIT MI laboratóriumának egyik alapítója, több MI és filozófiai könyv szerzője
- Hans Moravec, a Carnegie Mellon Egyetem Robotika Intézményének kutatóprofesszora, robotikai, mesterséges intelligenciai, és a technológia hatásairól szóló irásairól ismert
- Max More, filozófus és futurista, fejlett döntéshozatali és előrejelzési módszerekkel és az emergens technológiák hatásával kapcsolatos írásairól ismert
- Eliezer Yudkowsky, amerikai mesterségesintelligencia-kutató, aki a szingularitással és a barátságos mesterséges intelligenciákkal kapcsolatos irásairól ismert

### Angolul
- Ethical Issues in Advanced Artificial Intelligence by Nick Bostrom
- Acceleration Watch
- Accelerating Future
- Michael Anissimov's Singularity articles
- A discussion between Vinge and his critics
- An economic analysis of the singularity concept
- The SL4 Wiki: A Wiki specifically intended for Singularity-related discussion
- Tough Guide to the Singularity by Charlie Stross
- Transtopia
- The SSEC Machine Intelligence Project
- More links about The Singularity
- The Orion's Arm Science Fiction World Building site
- Collection of articles (mostly by Ray Kurzweil) related to the technological singularity and related concepts (PDF format)
- Did You Know; Shift Happens – Globalization; Information Age – YouTube-klip
- Human v2.0 – BBC dokumentumfilm